# Sozialwahl

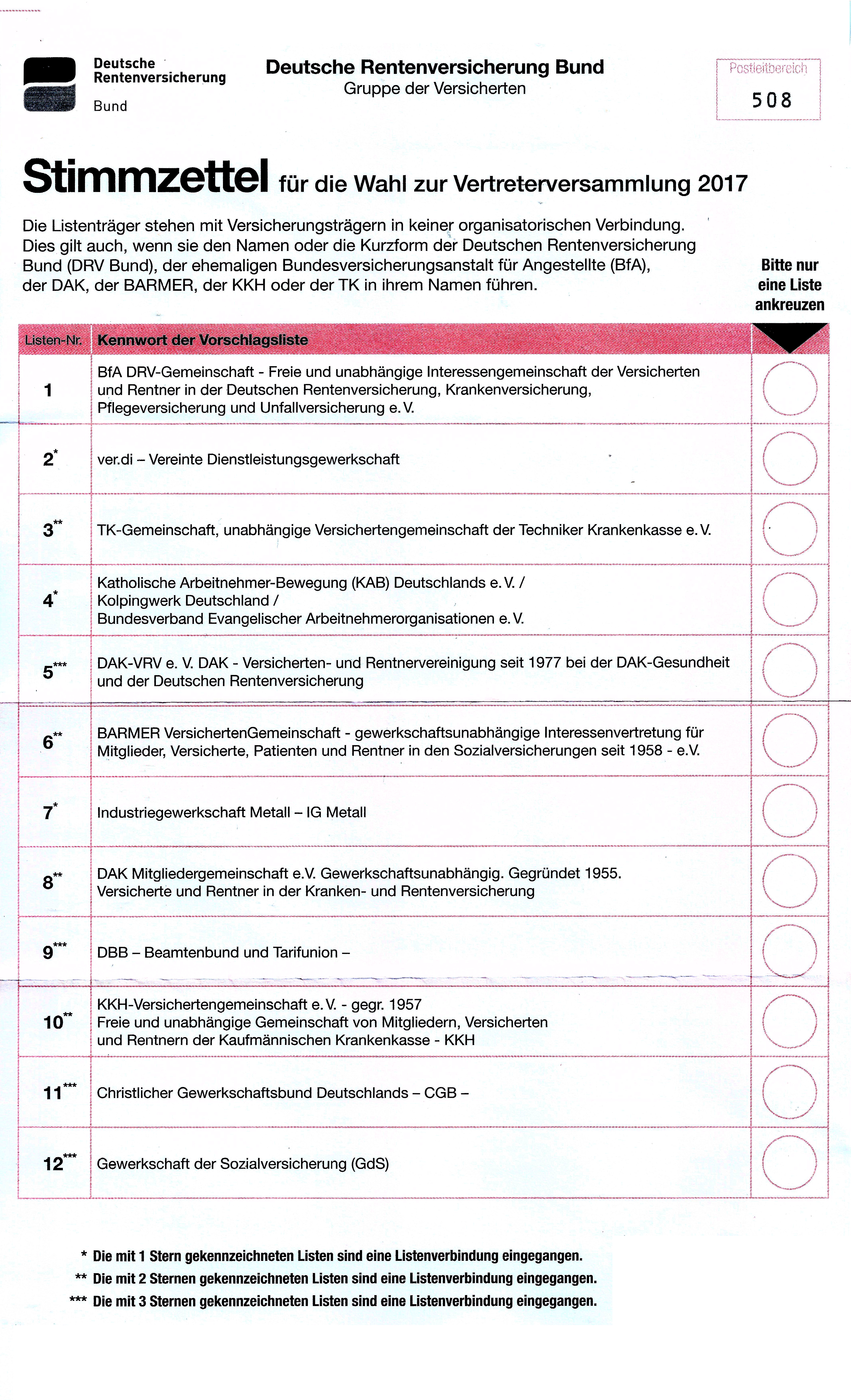
Stimmzettel 2017

Die Sozialwahl oder Sozialversicherungswahl sind die Wahlen zu den einzelnen Selbstverwaltungsorganen der gesetzlichen Sozialversicherungsträger in Deutschland. Sie findet alle sechs Jahre bei allen Trägern der gesetzlichen Renten-, Kranken- und Unfallversicherung statt. Die Selbstverwaltung der Bundesagentur für Arbeit wird ernannt.
Die Sozialwahlen sind in Summe in Bezug auf die Zahl der Wahlberechtigten die drittgrößte Wahl in Deutschland nach der Europawahl und den Wahlen zum Deutschen Bundestag. In der Regel ist ein Bürger bei mehreren Einzelwahlen stimmberechtigt, z. B. als Rentenbeitragszahler und als Krankenversicherter, in der Regel finden alle Wahlen zeitlich gemeinsam als Briefwahl statt. Die Sozialwahl 2017 fand vom 25. April bis 31. Mai statt. Die Sozialwahl 2023 fand vom 12. April bis 31. Mai statt.

## Grundlagen

### Allgemeines
Die rechtlichen Einzelheiten zu den Sozialwahlen stehen in den § 43 ff. des Vierten Buches Sozialgesetzbuch (SGB IV).
Die Sozialwahl soll den Versicherten und Arbeitgebern die Mitbestimmung über die Arbeit der Sozialversicherungsträger ermöglichen. Die Gestaltungsmöglichkeiten der Selbstverwaltung selbst sind gesetzlich geregelt in den § 29 ff. des SGB IV.
Die Stimmabgabe bei den Sozialwahlen soll eine Einflussnahme auf die Geschicke des Versicherungsträgers bewirken sowie eine Mitwirkung und Mitgestaltung in den Bereichen Finanzen, Rehabilitation, Personal und Organisation sein.
Die Wahl ist als Listenwahl frei und geheim und erfolgt nach den Grundsätzen der Verhältniswahl. Zur Wahl stellen sich bei der Sozialwahl in der Regel Gewerkschaften, andere (Arbeitnehmer-)Vereinigungen und Einzelbewerber.
Gesetzlich unterschieden wird in eine Wahl mit Wahlhandlung, bei der die Wahlberechtigten ihre Stimme abgeben können, und einer Wahl ohne Wahlhandlung (Friedenswahl). Zu dieser kommt es, wenn nur eine Vorschlagsliste eingereicht wird oder wenn auf mehreren Vorschlagslisten insgesamt nicht mehr Kandidaten benannt werden, als Organmitglieder zu wählen sind. In diesem Fall gelten die vorgeschlagenen Kandidaten ohne weitere Wahlhandlung mit Ablauf des Wahltages als gewählt. Zu Wahlen ohne Wahlhandlung kommt es auf der Arbeitnehmerseite bei den kleineren Trägern der Deutschen Rentenversicherung und bei der Wahl der Vertreter der Arbeitgeberseite.
Über das Wahlverfahren wacht der beim Bundesministerium für Arbeit und Soziales (BMAS) angesiedelte Bundeswahlbeauftragte für die Sozialversicherungswahlen. Er und sein Stellvertreter erlassen auch die entsprechenden Durchführungsbestimmungen. Daneben informiert der Bundeswahlbeauftragte auf geeignete Weise die Öffentlichkeit über die Selbstverwaltung und die Sozialwahlen. Ein Wahlkampf findet jedoch zumeist nicht statt, so dass auch das Medieninteresse beschränkt ist.
Der Wahlkalender enthält die Termine und Fristen zur Vorbereitung der Wahl.

### Selbstverwaltung der Rentenversicherung
Die Rentenversicherung wird von Arbeitgebern und Versicherten selbst verwaltet. Das heißt: Diejenigen, die die Beiträge bezahlen, treffen alle wichtigen organisatorischen und personellen Entscheidungen und üben Kontrollfunktionen aus. Ihnen ist die Regelung von Angelegenheiten, die sie am sachkundigsten selbst beurteilen können, eigenverantwortlich überlassen. So sollen anstehende Probleme unter Mitwirkung und Mitverantwortung aller Beteiligten lebensnah und sachgerecht gelöst werden. Die Selbstverwaltung der Rentenversicherung war in der Vergangenheit an den Weichenstellungen bei der Lösung der anstehenden Herausforderungen der Rentenversicherung beteiligt.
Der Gesetzgeber hat in der Rentenversicherung zwar weitgehend geregelt, ob und in welchem Umfang Leistungen zu erbringen sind. Die Entscheidungen aber, wie die gesetzlichen Regelungen umzusetzen sind, erfolgen durch die Versicherungsträger. Die Selbstverwaltung trifft die wesentlichen Entscheidungen in den Bereichen Finanzen, Rehabilitation, Organisation und Personal. So beschließt die Vertreterversammlung der Deutschen Rentenversicherung Bund den zweitgrößten öffentlichen Haushalt nach dem Bundeshaushalt und wählt die ehrenamtlichen Versichertenberater, die kostenlos und wohnortnah in Rentenfragen helfen, besonders bei der Antragstellung. Die Gewählten sollen für mehr Kundennähe sorgen. Das direkte Engagement der Selbstverwaltung zeigt sich ferner in den Widerspruchsausschüssen. Hier prüfen Versicherten- und Arbeitgebervertreter alle Entscheidungen, dabei fallen Interessenvertretung und Kontrolle zusammen. Die Selbstverwalter wirken meinungsbildend in der Öffentlichkeit und sind Gesprächspartner der Politik. Die Selbstverwaltung soll die Unabhängigkeit der gesetzlichen Rentenversicherung gegenüber der staatlichen Verwaltung garantieren.
Durch die alle sechs Jahre stattfindenden Sozialwahlen soll der direkte Einfluss der Versicherten und Arbeitgeber auf die gesetzliche Rentenversicherung gesichert werden. Über die mit der Sozialwahl abgegebenen Stimmen legitimieren die Versicherten die Gewählten als ihre Interessenvertreter. Selbstverwaltung soll ein Kernelement der Demokratie in Deutschland sein.
Das Selbstverwaltungsprinzip gibt es nicht nur in der gesetzlichen Sozialversicherung: auch Kommunen, Universitäten und Kirchen sind häufig selbstverwaltet organisiert.

## In der Renten- und Krankenversicherung
Gesetzliche Rentenversicherung und gesetzliche Krankenversicherung sind Zweige des gegliederten Sozialversicherungssystems in Deutschland. Größter bundesweiter Träger im Bereich der allgemeinen Rentenversicherung ist die Deutsche Rentenversicherung Bund.
Die Sozialversicherungsträger sind selbstverwaltete Körperschaften des öffentlichen Rechts. Die Selbstverwaltung wird ehrenamtlich durch Versicherte und Arbeitgeber in den Selbstverwaltungsorganen ausgeübt. Im Rahmen der Sozialwahlen werden die Mitglieder der Selbstverwaltungsorgane aus dem Kreis der Versicherten und Arbeitgeber alle sechs Jahre neu gewählt. Versicherte und Arbeitgeber wählen getrennt voneinander. In der Sozialversicherung für Landwirtschaft, Forsten und Gartenbau (SVLFG) werden die Mitglieder aus drei Gruppen gewählt: Arbeitnehmer, Selbständige mit (familien-)fremden Arbeitskräften und Selbständige ohne fremde Arbeitskräfte. Gewählt wird obligatorisch durch briefliche Stimmabgabe, es sei denn, es findet eine sog. Friedenswahl statt.

## Zeitliche Entwicklung
| Datum            | Berechtigte | Beteiligung |
| ---------------- | ----------- | ----------- |
| 16.+17. Mai 1953 | 5,2 Mio.    | 42,2 %      |
| 8. Juni 1958     | 10,3 Mio.   | 27,5 %      |
| 27. Mai 1962     | 16,7 Mio.   | 26,2 %      |
| 9. Juni 1968     | 28,9 Mio.   | 20,5 %      |
| 26. Mai 1974     | 23 Mio.     | 43,7 %      |
| 1. Juni 1980     | 32,8 Mio.   | 43,8 %      |
| 4. Juni 1986     | 35,5 Mio.   | 43,9 %      |
| 2. Juni 1993     | 45,6 Mio.   | 43,4 %      |
| 26. Mai 1999     | 46,9 Mio.   | 38,4 %      |
| 1. Juni 2005     | 44,2 Mio.   | 30,8 %      |
| 1. Juni 2011     | 49,7 Mio.   | 30,1 %      |
| 31. Mai 2017     | 50,8 Mio.   | 30,4 %      |
| 31. Mai 2023     | 51,3 Mio.   | 27,4 %      |

### Geschichte der Selbstverwaltung
Die Geschichte der Selbstverwaltung geht zurück bis in die Mitte des 19. Jahrhunderts. Damals entstanden Knappschaftsvereine, deren Vorstände je zur Hälfte von Arbeitgebern und Knappschaftsältesten gewählt wurden. Im Kaiserreich und in der Weimarer Republik wurden die Selbstverwaltungsorgane der Arbeiterversicherung über die von den Mitgliedern gewählten Vorstände der Krankenkassen bestimmt. 1953 fanden die ersten Sozialwahlen nach dem Zweiten Weltkrieg statt.

### Sozialwahlen 2005
Bei den Sozialwahlen im Jahr 2005 wurden bei insgesamt acht Sozialversicherungsträgern Wahlen mit Wahlhandlung durchgeführt. Etwa 44 Millionen Mitglieder konnten sich als Wahlberechtigte mit ihrer Stimmabgabe an der Wahl beteiligen. Gewählt wurde unter anderem bei der Bundesversicherungsanstalt für Angestellte (BfA, seit 1. Oktober 2005: Deutsche Rentenversicherung Bund) und den großen Ersatzkassen. Bei den anderen gesetzlichen Versicherungsträgern und bei allen auf der Arbeitgeberseite fanden Wahlen ohne Wahlhandlung statt.
Die Kosten für die Sozialwahl 2005 betrugen 40,1 Millionen Euro.

#### Sozialwahlen 2005 bei der Deutschen Rentenversicherung
Lediglich bei der DRV Bund und bei der DRV KBS waren mehr als zwei Wahllisten in ihren jeweiligen Vertreterversammlungen vertreten. In den anderen DRVen wurden vor allem Wahllisten mit Kandidaten des Deutschen Gewerkschaftsbundes (DGB), der Arbeitsgemeinschaft Christlicher Arbeitnehmerorganisationen (ACA) und des Christlichen Gewerkschaftsbundes (CGB) ohne Wahlhandlung als gewählt erklärt. Nicht alle DRVen veröffentlichen, ob oder welchen Wahllisten die gewählten Versichertenvertreter angehören (Beispiel DRV Nord).
| Liste, Listenverbindung, Listenvereinigung                  | DRV Bund | DRV KBS | DRV Bad.- Württ. | DRV Bayern Süd | DRV Berl.- Brb. | DRV Bschw.- Hann. | DRV Hessen | DRV Mittel- dt. | DRV Nord | DRV Nord- bayern | DRV OL-HB       | DRV Rhein- land | DRV Rheinl.- Pfalz | DRV Saar- land | DRV Schwa- ben | DRV West- falen |
| ----------------------------------------------------------- | -------- | ------- | ---------------- | -------------- | --------------- | ----------------- | ---------- | --------------- | -------- | ---------------- | --------------- | --------------- | ------------------ | -------------- | -------------- | --------------- |
| BfA-Gem.                                                    | 13       |         |                  |                |                 |                   |            |                 |          |                  |                 |                 |                    |                |                |                 |
| ver.di                                                      | 4        |         |                  |                |                 |                   |            |                 |          |                  |                 |                 |                    |                |                |                 |
| TK-Gemeinschaft                                             | 3        |         |                  |                |                 |                   |            |                 |          |                  |                 |                 |                    |                |                |                 |
| DAK-VRV                                                     | 2        |         |                  |                |                 |                   |            |                 |          |                  |                 |                 |                    |                |                |                 |
| KAB / Kolpingwerk / BVEA                                    | 2        |         |                  |                |                 |                   |            |                 |          |                  |                 |                 |                    |                |                |                 |
| Barmer Vv.                                                  | 2        |         |                  |                |                 |                   |            |                 |          |                  |                 |                 |                    |                |                |                 |
| Barmer-G.                                                   | 1        |         |                  |                |                 |                   |            |                 |          |                  |                 |                 |                    |                |                |                 |
| IG Metall                                                   | 1        |         |                  |                |                 |                   |            |                 |          |                  |                 |                 |                    |                |                |                 |
| DAK-Mg.                                                     | 1        |         |                  |                |                 |                   |            |                 |          |                  |                 |                 |                    |                |                |                 |
| KKH-Vg.                                                     | 1        |         |                  |                |                 |                   |            |                 |          |                  |                 |                 |                    |                |                |                 |
| dbb                                                         |          |         |                  |                |                 |                   |            |                 |          |                  |                 |                 |                    |                |                |                 |
| DGB / IG BAU / IG BCE / NGG                                 |          |         |                  |                |                 |                   |            |                 |          |                  |                 |                 |                    |                |                |                 |
| DGB                                                         |          |         |                  |                | 28              |                   |            |                 |          |                  |                 |                 |                    |                |                |                 |
| GdS                                                         |          |         |                  |                |                 |                   |            |                 |          |                  |                 |                 |                    |                |                |                 |
| CGB                                                         |          |         |                  |                | 2               |                   |            |                 |          |                  |                 |                 |                    |                | 2              |                 |
| Liste, Listenverbindung, Listenvereinigung, Einzelvertreter | DRV Bund | DRV KBS | DRV Bad.- Württ. | DRV Bayern Süd | DRV Berl.- Brb. | DRV Bschw.- Hann. | DRV Hessen | DRV Mittel- dt. | DRV Nord | DRV Nord- bayern | DRV Old.- Brem. | DRV Rhein- land | DRV Rheinl.- Pfalz | DRV Saar- land | DRV Schwa- ben | DRV West- falen |
| Transnet                                                    |          |         |                  |                |                 |                   |            |                 |          |                  |                 |                 |                    |                |                |                 |
| GDBA                                                        |          |         |                  |                |                 |                   |            |                 |          |                  |                 |                 |                    |                |                |                 |
| IG BCE                                                      |          |         |                  |                |                 |                   |            |                 |          |                  |                 |                 |                    |                |                |                 |
| DGB, ACA                                                    |          |         |                  |                |                 |                   |            |                 |          |                  |                 |                 |                    |                | 13             |                 |
| DGB, ACA, CGB                                               |          |         |                  |                |                 |                   |            |                 |          |                  |                 |                 |                    |                |                |                 |
| DGB, ACA M-Th. dbb                                          |          |         |                  |                |                 |                   |            |                 |          |                  |                 |                 |                    |                |                |                 |
| Einzelvertreter                                             |          |         |                  |                |                 |                   |            |                 |          |                  |                 |                 |                    |                |                |                 |
| keine Angaben zur Listenzugehörigkeit                       |          |         |                  | 30             |                 | 30                |            |                 |          | 30               |                 | 30              | 25                 | 15             |                | 30              |
| Sitze insgesamt                                             | 30       |         |                  | 30             | 30              | 30                |            |                 |          | 30               |                 | 30              | 25                 | 15             | 15             | 30              |

#### 2005, gesetzliche Krankenversicherung
| | Barmer   | TK       | DAK      | KKH      | HKK      |
| --- | -------- | -------- | -------- | -------- | -------- |
| Barmer-Gemeinschaft                                                                                        | 10       |          |          |          |          |
| Barmer Versichertenvereinigung                                                                             | 10       |          |          |          |          |
| BfA-Gemeinschaft                                                                                           |          |          | 3        |          |          |
| DAK-Mitgliedergemeinschaft e. V. (DAK-MG)                                                                  |          |          | 11       |          |          |
| DAK-Versicherten- und Rentnervereinigung (DAK-VRV) e. V.                                                   |          |          | 11       |          |          |
| DGB |          |          |          |          |          |
| Arbeitsgemeinschaft Christlicher Arbeitnehmer-Organisationen (ACA)                                         |          | 1        | 2        |          |          |
| Freie Liste Röhm, Stoll, Warbel, Ahlers, Larisch                                                           |          |          |          |          |          |
| hkk-Gemeinschaft e. V.                                                                                     |          |          |          |          |          |
| DGB, Arbeitsgemeinschaft Christlicher Arbeitnehmer-Organisationen (ACA), IG Metall, ver.di, IG BAU         | 10       |          |          |          |          |
| Industriegewerkschaft Metall                                                                               |          | 1        |          |          |          |
| KKH-Versichertengemeinschaft e. V.                                                                         |          |          |          |          |          |
| TK-Gemeinschaft                                                                                            |          | 11       |          |          |          |
| Verband Deutscher Techniker (VDT)                                                                          |          | 1        |          |          |          |
| ver.di |          | 1        | 3        |          |          |
| nicht zugeordnete Arbeitnehmervertreter                                                                    |          |          |          | 15       | 14       |
| Zahntechniker Innung Bremen und Zahntechniker Innung Hamburg und Schleswig-Holstein (Arbeitgebervertreter) |          | 15       |          |          |          |
| nicht zugeordnete Arbeitgebervertreter                                                                     |          | 15       |          | 15       | 14       |
| Sitze insgesamt                                                                                            | 30       | 30       | 30       | 30       | 28       |
| |          |          |          |          |          |
| Wahlberechtigte                                                                                            | 6,4 Mio. | 5,1 Mio. | 4,9 Mio. | 1,5 Mio. | 0,2 Mio. |

### 2011
Am 1. Juni 2011 fanden die elften Sozialwahlen bei allen Sozialversicherungsträgern statt. Zur Wahl mit Wahlhandlung aufgerufen waren rund 48 Millionen wahlberechtigte Mitglieder der gesetzlichen Renten- und Krankenversicherung, die am 3. Januar 2011 das 16. Lebensjahr vollendet hatten. Bei der Deutschen Rentenversicherung Bund waren über 30 Millionen Versicherte und Rentner wahlberechtigt, bei den Ersatzkassen über 18 Millionen Mitglieder. Die Vorbereitungen zu den Sozialwahlen 2011 begannen am 31. Dezember 2008 mit dem Stichtag für die Abgabe der Vorschlagslisten für das Unterschriftenquorum nach § 48 Abs. 2 Satz 2 SGB IV.

#### 2011, Deutsche Rentenversicherung
2011 fand eine Wahlhandlung durch die wahlberechtigten Mitglieder der Deutschen Rentenversicherung (DRV) nur bei der DRV Bund statt. Bei den anderen DRVen fanden sogenannte Friedenswahlen statt, weil dort nicht mehr Kandidaten zur Wahl zugelassen wurden als Sitze in den jeweiligen Vertreterversammlungen zu vergeben sind. In der Regel haben sich dort verschiedene Listen oder Listenverbindungen so zu Listenvereinigungen zusammengeschlossen, dass die Summe der zur Wahl angetretenen Listenkandidaten genau der Anzahl der zu vergebenden Vertretersitze entspricht. Die Listenkandidaten gelten damit mit Ablauf des Wahltages, dem 1. Juni 2011, automatisch als gewählt. Dieser Umstand führte dazu, dass 2011 weniger als die Hälfte aller normalerweise wahlberechtigten Mitglieder der DRV an der Sozialwahl 2011 durch Wahlhandlung teilnehmen konnten. Als Argument für diese Vorgehensweise wurden Kosteneinsparungen genannt. Am Beispiel der Sozialwahl für die DRV Oldenburg-Bremen wird ein Betrag in Höhe von einer Million Euro genannt, was geschätzten gesparten Wahlkosten von ca. 1,25 € je Mitglied entspricht.
Die Ergebnisse der Sozialwahlen ohne Wahlhandlung standen bereits Ende Januar 2011 fest.
| Liste, Listenverbindung, Listenvereinigung                  | DRV Bund | DRV KBS | DRV Bad.- Württ. | DRV Bayern Süd | DRV Berlin- Brb. | DRV Bschw.- Hann. | DRV Hessen | DRV Mitteldtl. | DRV Nord | DRV Nord- bayern | DRV OL-HB       | DRV Rheinl. | DRV Rheinl.- Pfalz | DRV Saarl. | DRV Schwab. | DRV West- falen |
| ----------------------------------------------------------- | -------- | ------- | ---------------- | -------------- | ---------------- | ----------------- | ---------- | -------------- | -------- | ---------------- | --------------- | ----------- | ------------------ | ---------- | ----------- | --------------- |
| BfA-Gem.                                                    | 6        |         |                  |                |                  |                   |            |                |          |                  |                 |             |                    |            |             |                 |
| ver.di                                                      | 2        | 3       |                  |                |                  |                   |            |                |          |                  |                 |             |                    |            |             |                 |
| TK-Gemeinschaft                                             | 3        |         |                  |                |                  |                   |            |                |          |                  |                 |             |                    |            |             |                 |
| DAK-VRV                                                     |          |         |                  |                |                  |                   |            |                |          |                  |                 |             |                    |            |             |                 |
| KAB / Kolpingwerk / BVEA                                    | 1        |         |                  |                |                  |                   |            |                |          |                  |                 |             |                    |            |             |                 |
| Barmer GEK Vv.                                              | 1        |         |                  |                |                  |                   |            |                |          |                  |                 |             |                    |            |             |                 |
| Barmer GEK-G.                                               | 1        |         |                  |                |                  |                   |            |                |          |                  |                 |             |                    |            |             |                 |
| IG Metall                                                   | 1        |         |                  |                |                  |                   |            |                |          |                  |                 |             |                    |            |             |                 |
| DAK-Mitgliedergemeinschaft                                  |          |         |                  |                |                  |                   |            |                |          |                  |                 |             |                    |            |             |                 |
| KKH-Vg.                                                     |          |         |                  |                |                  |                   |            |                |          |                  |                 |             |                    |            |             |                 |
| dbb                                                         |          |         |                  |                |                  |                   |            |                |          |                  |                 |             |                    |            |             |                 |
| DGB / IG BAU / IG BCE / NGG                                 |          |         |                  |                |                  |                   |            |                |          |                  |                 |             |                    |            |             |                 |
| DGB                                                         |          |         |                  |                |                  |                   |            |                |          |                  |                 |             |                    |            |             |                 |
| GdS                                                         |          |         |                  |                |                  |                   |            |                |          |                  |                 |             |                    |            |             |                 |
| CGB                                                         |          |         | 3                |                |                  |                   |            |                |          |                  | 3               |             |                    |            |             |                 |
| Liste, Listenverbindung, Listenvereinigung, Einzelvertreter | DRV Bund | DRV KBS | DRV Bad.- Württ. | DRV Bayern Süd | DRV Berlin- Brb. | DRV Bschw.- Hann. | DRV Hessen | DRV Mitteldtl. | DRV Nord | DRV Nord- bayern | DRV Old.- Brem. | DRV Rheinl. | DRV Rheinl.- Pfalz | DRV Saarl. | DRV Schwab. | DRV West- falen |
| Transnet                                                    |          | 4       |                  |                |                  |                   |            |                |          |                  |                 |             |                    |            |             |                 |
| GDBA                                                        |          | 1       |                  |                |                  |                   |            |                |          |                  |                 |             |                    |            |             |                 |
| IG BCE                                                      |          | 7       |                  |                |                  |                   |            |                |          |                  |                 |             |                    |            |             |                 |
| DGB, ACA                                                    |          |         | 12               |                |                  |                   |            |                |          |                  | 12              |             |                    |            |             |                 |
| DGB, ACA, CGB                                               |          |         |                  |                |                  |                   | 15         |                |          |                  |                 |             |                    |            |             |                 |
| DGB, ACA M-Th. dbb                                          |          |         |                  |                |                  |                   |            | 15             |          |                  |                 |             |                    |            |             |                 |
| Einzelvertreter                                             |          |         |                  |                |                  |                   |            |                |          |                  |                 |             |                    |            |             |                 |
| keine Angaben zur Listenzugehörigkeit                       |          |         |                  |                |                  |                   |            |                | 15       |                  |                 |             |                    |            |             |                 |
| Sitze insgesamt                                             | 15       | 15      | 15               |                |                  |                   | 15         | 15             | 15       |                  | 15              |             |                    |            |             |                 |
|                                                             |          |         |                  |                |                  |                   |            |                |          |                  |                 |             |                    |            |             |                 |
| Wahl mit Wahlhandlung                                       | Ja       | Nein    | Nein             | Nein           | Nein             | Nein              | Nein       | Nein           | Nein     | Nein             | Nein            | Nein        | Nein               | Nein       | Nein        | Nein            |
| Wahlberechtigte (Mio.)                                      | 30       |         |                  |                |                  |                   |            |                |          |                  |                 |             |                    |            |             |                 |
| Mitglieder (Mio.)                                           | 33       | 3,3     | 4,8              | 3,6            | 2,6              | 3,0               | 2,6        | 4,0            | 2,9      | 2,4              | 0,8             | 9,4         | 2,0                | 0,4        | 1,4         | 3,9             |

#### Sozialwahlen 2011 in der gesetzlichen Krankenversicherung
In der gesetzlichen Krankenversicherung wurden die Mitglieder der Verwaltungsräte der folgenden Ersatzkassen mit Wahlhandlung gewählt:
|                                                          | Barmer GEK | TK       | DAK      | KKH      | HKK      |
| -------------------------------------------------------- | ---------- | -------- | -------- | -------- | -------- |
| Barmer GEK-Gemeinschaft                                  | 14         |          |          |          |          |
| Barmer GEK Versichertenvereinigung                       | 8          |          |          |          |          |
| BfA-Gemeinschaft                                         | 2          |          | 5        | 2        | 2        |
| Christliche Gewerkschaft Metall (CGM)                    |            |          |          |          |          |
| DAK-Mitgliedergemeinschaft e. V. (DAK-MG)                |            |          | 13       |          |          |
| DAK-Versicherten- und Rentnervereinigung (DAK-VRV) e. V. |            |          | 7        |          |          |
| Deutscher Gewerkschaftsbund (DGB)                        |            |          |          | 1        | 1        |
| DHV – Die Berufsgewerkschaft                             |            |          | 0        |          |          |
| Freie Liste Röhm, Stoll, Warbel, Ahlers, Larisch         |            |          |          |          | 0        |
| hkk-Gemeinschaft e. V.                                   |            |          |          |          | 8        |
| IG Bauen-Agrar-Umwelt (IG BAU)                           |            |          |          |          |          |
| Industriegewerkschaft Metall                             | 1          | 1        |          |          |          |
| KAB / Kolpingwerk / BVEA                                 | 2          | 1        | 2        |          |          |
| KKH-Versichertengemeinschaft e. V.                       |            |          |          | 12       |          |
| TK-Gemeinschaft                                          |            | 12       |          |          |          |
| Verband Deutscher Techniker (VDT)                        |            |          |          |          |          |
| Vereinte Dienstleistungsgewerkschaft (ver.di)            | 3          | 1        | 3        | 2        | 1        |
| nicht zugeordnete Arbeitgebervertreter                   | -          | 15       | -        | 15       | 12       |
| Sitze insgesamt                                          | 30         | 30       | 30       | 15       | 12       |
|                                                          |            |          |          |          |          |
| Wahlberechtigte                                          | 6,4 Mio.   | 5,1 Mio. | 4,9 Mio. | 1,5 Mio. | 0,2 Mio. |
| Wahlbeteiligung                                          | 31,49 %    | 33,26 %  | 28,14 %  | 27,27 %  | 28,54 %  |

### 2017
Die Sozialwahl 2017 fand vom 25. April bis 31. Mai statt. Für Mitglieder der Barmer Ersatzkasse zeitversetzt am 4. Oktober 2017. Grund dafür ist die Vereinigung von Barmer GEK und Deutscher BKK zum 1. Januar 2017. Die Deutsche BKK ist 2003 aus den BKK Volkswagen, Deutsche Telekom und Deutsche Post hervorgegangen.

#### 2017 bei der Deutschen Rentenversicherung
2017 fand eine Wahlhandlung durch die wahlberechtigten Versicherten der Deutschen Rentenversicherung (DRV) nur bei der DRV Bund und der DRV Saarland statt. Zur ausschließlichen Briefwahl standen 12 Listen. Bei den anderen DRVen erfolgte die Wahl als sogenannte Friedenswahl.
| Listen-Nr. | Kennwort der Vorschlagsliste |
| ---------- | --- |
| 1          | BfA DRV-Gemeinschaft – Freie und unabhängige Interessengemeinschaft der Versicherten und Rentner in der Deutschen Rentenversicherung, Krankenversicherung, Pflegeversicherung und Unfallversicherung e. V. |
| 2          | ver.di – Vereinte Dienstleistungsgemeinschaft |
| 3          | TK-Gemeinschaft, unabhängige Versichertengesellschaft der Techniker Krankenkasse e. V. |
| 4          | Katholische Arbeitnehmer-Bewegung (KAB) Deutschlands e. V. / Kolpingwerk Deutschland / Bundesverband Evangelischer Arbeitnehmerorganisationen e. V. (BVEA)                                                 |
| 5          | DAK-VRV e. V. DAK – Versicherten- und Rentenvereinigung seit 1977 bei der DAK-Gesundheit und der Deutschen Rentenversicherung.                                                                             |
| 6          | Barmer VersichertenGemeinschaft – gewerkschaftsunabhängige Interessenvertretung für Mitglieder, Versicherte, Patienten und Rentner in den Sozialversicherungen seit 1958 – e. V.                           |
| 7          | Industriegewerkschaft Metall – IG Metall |
| 8          | DAK Mitgliedergemeinschaft e. V. Gewerkschaftsunabhängig. Gegründet 1955. Versicherte und Rentner in der Kranken- und Rentenversicherung                                                                   |
| 9          | DBB – Beamtenbund und Tarifunion - |
| 10         | KKH-Versichertengemeinschaft e. V. – gegr. 1957. Freie und unabhängige Gemeinschaft von Mitgliedern, Versicherten und Rentnern der Kaufmännischen Krankenkasse – KKH                                       |
| 11         | Christlicher Gewerkschaftsbund Deutschlands – CGB - |
| 12         | Gewerkschaft der Sozialversicherung (GdS) |

Dabei gingen die Listen 2, 4 und 7 eine Listenverbindung ein, gleichfalls die Listen 3, 6, 8 und 10 sowie die Listen 5, 9, 11 und 12.

#### 2017 in der gesetzlichen Krankenversicherung
In der gesetzlichen Krankenversicherung (GKV) wurden die Mitglieder der Verwaltungsräte der folgenden Krankenkassen gewählt: Barmer GEK, Techniker Krankenkasse, DAK-Gesundheit, Kaufmännische Krankenkasse – KKH, Handelskrankenkasse und BKK RWE.

#### 2017 in der Sozialversicherung für Landwirtschaft, Forsten und Gartenbau
In der Sozialversicherung für Landwirtschaft, Forsten und Gartenbau (SVLFG) fand erstmals seit der Gründung des Trägers zum 1. Januar 2013 die Sozialwahl bundesweit statt. Die Gruppe der Selbständigen ohne fremde Arbeitskräfte wurde per Wahlhandlung aus 11 Listen gewählt, die beiden anderen Gruppen der Selbstverwaltung (Selbständige mit fremden Arbeitskräften und Gruppe der versicherten Arbeitnehmer) ohne Wahlhandlung (Friedenswahl).

### 2023
Die Sozialwahl 2023 findet vom 12. April bis zum 31. Mai statt. Abstimmen können die Versicherten der Deutschen Rentenversicherung Bund
und die Mitglieder der Techniker Krankenkasse, Barmer, DAK-Gesundheit, KKH und hkk. Für die 22 Millionen Mitglieder dieser Krankenkassen ist es erstmals möglich, ihre Stimme per Internet abzugeben. Die Briefwahl ist weiterhin möglich.

## Kritik
Kritisch bemerkt wird an den Sozialwahlen vor allem, dass die Nominierung der Kandidaten und die Zusammensetzung der Listen intransparent ist. Es dürfte ferner nur schwer zu ermitteln sein, welche Namen für welche Aufgaben und Positionen stehen. Aus der Broschüre der DRV geht nur pauschal hervor, welche Ziele die Listen verfolgen. Unklar bleibt zum Beispiel, was sie bereits konkret erreicht oder auch nicht erreicht haben, wie oft sich die gewählten Gremien treffen und was dabei mit welchen Ergebnissen besprochen wurde und wird.
Bei der Friedenswahl handelt es sich um keine echte Wahl, da die Kandidaten bereits als Gewählte feststehen.